# ꭘ
Cette page contient des caractères spéciaux ou non latins. S’ils s’affichent mal (▯, ?, etc.), consultez la page d’aide Unicode.
ꭘ (uniquement en minuscule), appelé x à long jambage gauche et rond inférieur droit, est une lettre additionnelle de l’alphabet latin qui est utilisée dans la transcription phonétique de dialectologie allemande.

## Utilisation
Le ꭗ est utilisé dans le Sprachatlas von Bayerisch-Schwaben (de), dirigé par Werner König (de), pour représenter une consonne entre la consonne fricative palatale sourde ꭔ et la consonne fricative vélaire sourde ꭖ, (notée [ç̠] ou [x̟] avec l’alphabet phonétique international).

## Représentations informatiques
Le x à long jambage gauche et rond inférieur droit peut être représenté avec les caractères Unicode (Latin étendu E) suivants :
| formes    | représentations | chaînes de caractères | points de code | descriptions                                                            |
| --------- | --------------- | --------------------- | -------------- | ----------------------------------------------------------------------- |
| minuscule | ꭘ               | ꭘ                     | U+AB58         | lettre minuscule latine x à long jambage gauche et rond inférieur droit |